# 胡其高
胡其高（1544年—？年），字汝升，號绍冈，四川成都府井研縣人。明朝政治人物。

## 生平
四川鄉試第四十二名舉人，隆慶五年（1571年）辛未科會試中式第一百八十五名，第三甲第一百九十一名進士。工部觀政，授陕西蒲城县知县，萬曆二年（1574年）调任湖廣承宣佈政使司蒲圻縣（今屬湖北赤壁市）知縣。任內築土城。六年升嘉兴府通判，丁憂歸。九年复除鞏昌府，十一年升兵部主事，丁憂。十四年致仕。

## 家族
曾祖胡榮，按察司僉事加布政司叅議；祖胡洙，壽官；父胡延春；母李氏；繼母何氏。具慶下，妻陳氏，兄承祖（典膳），弟其明；其廣；其大；文輝；汝為；文通；文耀。孫胡显，崇祯癸未进士。